# Авро Ланкастер
Авро Ланкастер (енгл. Avro Lancaster) је био британски бомбардер из периода Другог свјетског рата. Сматра се најуспјелијим и најпознатијим британским бомбардером свих времена. Пуно име авиона са бројем модела је Avro 683 Lancaster.
Заједно са авионима Шорт Стирлинг и Хендли Пејџ Халифакс, били су главни носиоци ноћног бомбардовања Њемачке у Другом свјетском рату, замјењујући авионе Хендли Пејџ Хемпден и Викерс Велингтон у улози бомбардера. На Њемачку су бацили укупно око 618 хиљада тона експлозивних бомби и 51 милион запаљивих бомби у 156 хиљада мисија.
Производила га је фабрика Авро од 1942. до 1946. Произведено је укупно 7377 комада.

## Развој
Развој је започет према захтевима из спецификације П13-36 (P.13/36), у којој је дефинисан двомоторни бомбардер с великим радијусом, с моторима Ролс-Ројс Вулчер (Rolls-Royce Vulture).
Резултат, авион Авро Манчестер, је имао проблема с 2 мотора велике снаге који су се стално прегријавали. Послије 200 израђених примјерака, авион је добио 4 мотора Мерлин (Merlin) и већи распон крила и преименован је у Авро Ланкастер, уз још нека побољшања као што је била промјена троструког вертикалног репа у двоструки.
Прототип новог авиона је први пут полетио 9. јануара 1941.
Авиони су произвођени у фабрикама Авро, Метрополитен-Викерс (Metropolitan-Vickers), Армстронг Витворт еркрафт (Armstrong Whitworth), Остин Мотор Компани (Austin Motor Company), Викерс-Армстронг (Vickers-Armstrong) и у Канади у фабрици Виктори Еркрафт (Victory Aircraft), која је изградила 430 авиона.
Мањи број Ланкастера, око 300, је изграђен са моторима Бристол Херкулес (Bristol Hercules) због мањка Мерлин мотора.
Имали су нешто слабије особине лета од Ланкастера са Мерлинима.

## У борби
У Краљевском ратном ваздухопловству је сквадрон број 44 први добио Ланкастере почетком 1942.
Током рата извели су око 156 хиљада мисија и бацили око 618 хиљада тона бомби. 3249 авиона је изгубљено у акцији, а рекордни број борбених мисија за један авион је 139.
Познате акције су укључивале напад на хидроцентрале у Рурској области 1943. са посебним ротирајућим бомбама, напад на њемачки бојни брод Тирпиц и друге.

## Даљи развој
Даљи развој Ланкастера су били Авро Линколн бомбардер, путнички авион Ланкастриан, транспортни Авро Јорк, и преко Линколна, Авро Шаклетон авион за рано упозоравање.
Преуређени Ланкастери су продавани и другим земљама послије рата, па су Ланкастери били у служби Француске од 1952. до средине шездесетих, Аргентине, Канаде (у рату и касније до 1963) и других земаља.

## Карактеристике
- Тешки бомбардер
- Посада: 7, пилот, механичар летач, навигатор, оружар за дејство с бомбама, радио оператор, митраљесци на позицијама леђног и репног дијела авиона
- Први лет: 1941.
- Уведен у употребу: 1942.
- Произвођач: Авро (Avro)
- Димензије
- Дужина: 21.18
- Размах: 31.09
- Висина: 5.97
- Површина крила: 120
- Масе
- Празан: 	16705
- Оптерећен: 29000
- Максимална полетна маса: 32.659
- Погонска група
- Мотор: четири, Мерлин 20 снаге 1280 КС (954 KW) сваки, хлађени са течношћу

## Перформансе
- Максимална брзина: 450 Km/h на 5600 м
- Радијус дејства: 4600 Km са најмањим теретом бомби
- Оперативни плафон: 8160
- Брзина уздизања: до ?  за ? мин

## Наоружање
| Наоружање авиона: Авро Ланкастер |                                     |
| Ватрено (стрељачко) наоружање    |                                     |
| Топ                              |                                     |
| Митраљез                         |                                     |
| Број и ознака митраљеза          | 8 x Браунинг (Browning) у 3 куполе          |
| Калибар                          | 7,7                                 |
| Бомбардерско наоружање (бомбе)   |                                     |
| Укупна маса                      | највише до 10000 Kg, нормално до 6400 |
| Ракетно наоружање (ракете)       |                                     |